# Várzea Alegre (microregio)
Várzea Alegre is een van de 33 microregio's van de Braziliaanse deelstaat Ceará. Zij ligt in de mesoregio Centro-Sul Cearense en grenst aan de mesoregio's Sul Cearense in het zuiden en Sertões Cearenses in het westen en noorden en de microregio's Iguatu in het noordoosten en oosten en Lavras da Mangabeira in het zuidoosten. De microregio heeft een oppervlakte van ca. 3549 km². Midden 2004 werd het inwoneraantal geschat op 94.946.
Vijf gemeenten behoren tot deze microregio:
- Antonina do Norte
- Cariús
- Jucás
- Tarrafas
- Várzea Alegre

Mesoregio's: Centro-Sul Cearense · Jaguaribe · Metropolitana de Fortaleza · Noroeste Cearense · Norte Cearense · Sertões Cearenses · Sul Cearense

Microregio's: Baixo Curu · Baixo Jaguaribe · Barro · Baturité · Brejo Santo · Canindé · Cariri · Caririaçu · Cascavel · Chapada do Araripe · Chorozinho · Coreaú · Fortaleza · Ibiapaba · Iguatu · Ipu · Itapipoca · Lavras da Mangabeira · Litoral de Aracati · Litoral de Camocim e Acaraú · Médio Curu · Médio Jaguaribe · Meruoca · Pacajus · Santa Quitéria · Serra do Pereiro · Sertão de Crateús · Sertão de Inhamuns · Sertão de Quixeramobim · Sertão de Senador Pompeu · Sobral · Uruburetama · Várzea Alegre